# Высокая Слобода
Высокая Слобода — деревня в Ершичском районе Смоленской области России. Входит в состав Ершичского сельского поселения. Население — 29 жителей (2007 год). 
Расположена в южной части области в 10 км к юго-востоку от Ершичей, в 30 км юго-западнее автодороги А141 Орёл — Витебск, на берегу реки Ипуть. В 31 км северо-западнее деревни расположена железнодорожная станция Самолюбовка на линии Рославль — Кричев. 

## История
В годы Великой Отечественной войны деревня была оккупирована гитлеровскими войсками в августе 1941 года, освобождена в сентябре 1943 года.